# Luis Quiñones Guzmán
Luis Andrés Quiñones Guzmán (Barrancabermeja, 12 de junio de 1997-Barranquilla, 30 de septiembre de 2022) fue un boxeador colombiano de categoría de peso ligero.

## Biografía
Nació en Barrancabermeja desde su niñez y adolescencia sufrió bullying en colegio y se radicó en Bucaramanga se interesó a practicar taekwondo y después se incursiono a boxeo donde aprendió a practicar en una escuela de este deporte.
En 2017 se radicó a Barranquilla a seguir con este deporte se hizo profesional de boxeo de peso ligero
donde los entrenadores Miguel Guzmán y Jhon Hernández lo respaldaron y se hizo su participaciones en boxeo profesional y aficionado así compitiendo en campeonatos regionales y nacionales hasta su muerte en 2022.

## Fallecimiento
El 24 de septiembre de 2022, en Barranquilla donde participó en el combate del campeonato latinoamericano de peso ligero con el boxeador colombiano José Muñoz, en el último asalto fue noqueado y se cayó. Fue llevado a urgencias a un hospital cercano donde se diagnosticaron un hematoma subdural y las áreas de isquemia en el hemisferio cerebral izquierdo en la cual tuvo que ser hospitalizado y con coma inducido hasta su muerte el 30 de septiembre como consecuencia del golpe que sufrió en el combate.